# العلاقات السعودية الغينية
العلاقات السعودية الغينية هي العلاقات الثنائية التي تجمع بين السعودية وغينيا.

## مقارنة بين البلدين
هذه مقارنة عامة ومرجعية للدولتين:
| وجه المقارنة                                              | السعودية        | غينيا       |
| --------------------------------------------------------- | --------------- | ----------- |
| المساحة (كم2)                                             | 2.25 مليون      | 245.86 ألف  |
| عدد السكان (نسمة)                                         | 33.00 مليون     | 12.72 مليون |
| الكثافة السكانية (ن./كم²)                                 | 14.67           | 51.74       |
| العاصمة                                                   | الرياض، الدرعية | كوناكري     |
| اللغة الرسمية                                             | اللغة العربية   | لغة فرنسية  |
| العملة                                                    | ريال سعودي      | فرنك غيني   |
| الناتج المحلي الإجمالي (بليون دولار)                      | 683.83 مليار    | 10.50 مليار |
| الناتج المحلي الإجمالي (تعادل القوة الشرائية) بليون دولار | 1.69 تريليون    | 15.24 مليار |
| الناتج المحلي الإجمالي الاسمي للفرد دولار أمريكي          | 20.48 ألف       | 531         |
| الناتج المحلي الإجمالي للفرد دولار أمريكي                 | 52.01 ألف       | 1.22 ألف    |
| مؤشر التنمية البشرية                                      | 0.837           | 0.411       |
| رمز المكالمات الدولي                                      | +966            | +224        |
| رمز الإنترنت                                              | .sa             | .gn         |
| المنطقة الزمنية                                           | ت ع م+03:00     | 00          |

## منظمات دولية مشتركة
يشترك البلدان في عضوية مجموعة من المنظمات الدولية، منها:
| علم المنظمة | اسم المنظمة                               | تاريخ انضمام السعودية | تاريخ انضمام غينيا |
| ----------- | ----------------------------------------- | --------------------- | ------------------ |
|             | يونسكو                                    | 4 نوفمبر 1946         | 2 فبراير 1960      |
|             | البنك الدولي للإنشاء والتعمير             | 26 أغسطس 1957         | 28 سبتمبر 1963     |
|             | منظمة حظر الأسلحة الكيميائية              | ?                     | ?                  |
|             | الأمم المتحدة                             | 24 أكتوبر 1945        | 12 ديسمبر 1958     |
|             | مؤسسة التمويل الدولية                     | 18 سبتمبر 1962        | 22 أكتوبر 1982     |
|             | المركز الدولي لتسوية المنازعات الاستشارية | 7 يونيو 1980          | 4 ديسمبر 1968      |
|             | منظمة التعاون الإسلامي                    | 25 سبتمبر 1969        | ?                  |
|             | وكالة ضمان الاستثمار متعدد الأطراف        | 12 أبريل 1988         | 5 أكتوبر 1995      |
|             | الاتحاد البريدي العالمي                   | ?                     | ?                  |
|             | مؤسسة التنمية الدولية                     | 30 ديسمبر 1960        | 26 سبتمبر 1969     |
|             | منظمة الشرطة الجنائية الدولية             | 13 يونيو 1956         | ?                  |
|             | منظمة التجارة العالمية                    | 11 نوفمبر 2005        | 25 أكتوبر 1995     |
|             | البنك الإفريقي للتنمية                    | 4 أغسطس 1963          | ?                  |

## وصلات خارجية
- موقع وزارة الخارجية السعودية